# مظفر بن كيدر
مظفر بن كيدر  هو والي مصر العباسي بعد وفاة والده كيدر بن عبد الله.

## سيرته
كان مظفر صاحب شرطة مصر في عهد والده كيدر نصر بن عبد الله، وبعد وفاة كيدر في ربيع الآخر سنة 219 هـ، تولى مظفر ولاية مصر بنفسه. تحرك على الفور لإخماد ثورة بقيادة يحيى بْن الوزير الجَرويّ، والتي اندلعت في حياة والده، وهزم المتمردين في معركة بالقرب من تنيس. وألقى القبض على الجَرويّ وتفرق أتباعه مما وضع حدا للانتفاضة.
وبحسب المؤرخ الكندي، فإن مظفر كان أول والي لمصر يأمر بالتكبير يعد صلاة الجمعة. كما استكمل امتحان الناس في ما يُعرف بمحنة خلق القرآن، التي كانت جارية آنذاك في ولايات الخلافة،
في جمادى الأولى سنة 219 هـ منح المعتصم أشناس التركي الولاية العامة على مصر، فدُعي له في الصلوات. وعزل أشناس مظفر من منصبه واستبدله بموسى بن أبي العباس في شعبان. غادر مظفر مصر، وفي عام 223 هـ شارك تحت قيادة الأفشين في الحرب ضد بابك الخرمي.